# Thomas Howard (1443-1524)
Thomas Howard (1443 – 21 mei 1524), 2e hertog van Norfolk, was een zoon van John Howard, 1e hertog van  Norfolk, en diens eerste echtgenote Catharina de Moleyns. 
Als graaf van Surrey vocht Howard voor koning Richard III in de slag bij Bosworth Field in 1485. Hij werd vervolgens vele jaren opgesloten, vooraleer hij hersteld werd in zijn titels en bezittingen. Hij diende verder het Huis Tudor. In 1497 boden Howard en de Engelsen weerstand tegen de Schotse aanvallen op Norham Castle. In 1502 werd een verdrag van eeuwigdurende vrede afgesloten tussen Schotland en Engeland, waardoor de vijandelijkheden een tijd stopten. Hij werd benoemd tot luitenant-generaal van het noorden.
In 1511 werd Lord Surrey benoemd tot algemeen bewaker van de noordelijke gebieden. In 1513 vielen de Schotten Engeland binnen om hun afspraken tegenover Frankrijk na te komen. De Engelsen onder leiding van Howard verpletterden de Schotten in de slag bij Flodden Field. Na deze overwinning verkreeg Howard opnieuw de hertogstitel van zijn vader.

## Huwelijken en nageslacht
1. Elizabeth Tilney, dochter van  Frederick Tilney van Ashwellthorpe en  Elizabeth Cheney.
- - Thomas Howard (1473-1554), 3e hertog van  Norfolk,
  - Edmund Howard, vader van Catharina  Howard, vijfde echtgenote van  Hendrik VIII van  Engeland,
  - Hendrik Howard
  - Edward Howard, admiraal,
  - Muriel Howard, gehuwd met John Grey, 2e burggraaf van  Lisle,
  - Elisabeth, gravin van  Wiltshire, echtgenote van Thomas Boleyn, moeder van Anna Boleyn, en grootmoeder van Elisabeth I van Engeland,
  - Richard Howard
  - John Howard
  - Charles Howard

2. Agnes Howard (1478-1545), dochter van  Hugh Tilney van Boston en  Eleanor Tailboys, nicht van zijn eerste echtgenote.  Als weduwe was zij betrokken bij de val van haar stiefkleindochter, Catharina  Howard, in 1542,
- - William Howard, 1e baron Howard van Effingham, vader van Charles Howard, 1e graaf van Nottingham,
  - Thomas Howard (1511-1537)
  - Elizabeth Howard (- 1536), gehuwd met Henry Radclyffe, 2e graaf van Sussex, moeder van Thomas Radclyffe, 3e graaf van Sussex,
  - Catharina Howard (- 1554), gehuwd met Henry Daubney, 1e graaf van Bridgewater,
  - Dorothy Howard, gehuwd met Edward Stanley, 3e graaf van Derby,
  - George Howard
  - Agnes Howard.
  - Anne Howard, gehuwd met John de Vere, 14e graaf van Oxford.